# Ванде Матарам
Ванде Матарам (англ. Vande Mātaram, бенг. বন্দে মাতরম্, хинди वन्दे मातरम्) — поэма, написанная индийским писателем Банкимом Чандрой Рагхабом в 1870-х годах, которую он включил в свой роман Anandamath в 1881 году. Первые две строфы поэмы были приняты в качестве национальной песни Индии в 1937 году, она вдохновляла движение за независимость на протяжении пяти десятилетий.
Ода Дурге как богине-матери была написана на санскрите и по-бенгальски в романе Anandmath. Название "Ванде Матарам" буквально означает "хвала тебе, мать" или "я кланяюсь тебе, мать". «Мать богиня» в последующих строфах стихов интерпретируется как родина людей — Bangamata (мать Бенгалия) и Бхарат Мата (мать Индия), хотя текст не говорит об этом явно.
Песня играла жизненно важную роль в движении за независимость Индии, впервые исполнена в политическом контексте Рабиндранатом Тагором в 1896 году на сессии Индийского национального конгресса. Она стала популярной строевой песнью политических деятелей движения Индийской свободы в 1905 году. Индийский националист и философ Шри Ауробиндо переделал её в "Гимн Бенгалии". Песня и повесть, содержащая её, были запрещены британским колониальным правительством, но работники и общественность нарушали запрет, многие в колониальных тюрьмах неоднократно её пели, и запрет был отменён после обретения независимости Индии от колониального господства в 1947 году.
В 1950 году текст первых двух строф стихотворения был официально объявлен "национальной песней" Республики Индия, в отличие от национального гимна Индии, Джана Гана Мана. Первые две строфы стиха абстрактно упоминают "мать" и "родину", и не упоминают каких-либо божеств Индуистского пантеона по имени. В последующих строфах упоминаются богини, такие как Дурга. При исполнении национальной песни, в отличие от гимна, не требуется соблюдать особый этикет.

## Перевод
Я кланяюсь Тебе, о Мать,

Полноводная, плодородная,

Овеваемая прохладными южными ветрами,

Тёмная от обилия хлебов,

О Мать!

Её ночи наполняют сердце радостью в сиянии лунного света,

Её земли прекрасны в убранстве из цветущих деревьев,

Её смех прекрасен, и прекрасна речь,

О Мать, дающая благо, дающая блаженство.

## Этимология
Корень Санскритского слова Ванде — Ванд, появляющийся в "Ригведе" и других ведических текстах. По данным Монье Монье-Уильямса, в зависимости от контекста, ванд означает "восхвалять, отмечать, прославлять, превозносить, отдать дань, поклониться, приветствовать с уважением", или "почтительно, почитать, поклоняться, обожать", или "предложить что-нибудь уважительно". Слово Матарам имеет индо-европейские корни mātár- (санскрит), méter (греч.), mâter (латынь), что означает "мать".